# Fureur apache
Ne doit pas être confondu avec La Fureur des Apaches.
Pour plus de détails, voir Fiche technique et Distribution.
Fureur apache (titre original : Ulzana’s Raid) est un western américain réalisé par Robert Aldrich en 1972.

## Synopsis
Maltraité dans sa réserve, le chef apache Ulzana s'échappe avec un groupe de guerriers. Un peloton de la cavalerie américaine est lancé à leur poursuite, commandé par le tout jeune lieutenant DeBuin. L'éclaireur McIntosh est rattaché au groupe et secondé par un pisteur apache.

## Commentaire
Le scénario est le fruit d'un riche entrecroisement de divers fils d'intrigue : le jeune officier face à l’expérience de ses subordonnés, qui doit tenir sa place d'autorité et prendre des décisions, fussent-elles erronées ; le chrétien qui découvre la barbarie, non seulement chez l'adversaire mais aussi dans son propre camp, indifférent aux valeurs chrétiennes, qui croit à la maxime « œil pour œil, dent pour dent » ; l'éclaireur apache Ke-Ni-Tay qui, sans renier sa culture, va jusqu'au bout de son devoir, dans la fidélité à son engagement (il y a sans doute en jeu aussi un règlement de comptes personnel avec son beau-frère Ulzana), fidélité saluée tout à la fin par le lieutenant ; le rebelle Ulzana qui accepte la mort après celle de son fils et de presque tous ses guerriers (un seul a survécu) et surtout après la perte des chevaux capturés ; le vieux guide Macintosh qui, subissant les conséquences des décisions de son supérieur, est grièvement blessé par deux balles indiennes et choisit de mourir sur place. 
Les accusations de racisme anti-indien contre le film à sa sortie paraissent fondées si l'on s'en tient à la mise en valeur de la cruauté des fugitifs à l'égard de leurs victimes. Mais le scénario de la bataille finale semble au contraire mettre en exergue la valeur des Apaches : comme en avait prévenu Ke-Ni-Tay , « un guerrier en vaut dix ». Ulzana et les cinq guerriers tuent les six militaires du convoi - dont le sergent - et blessent à mort Macintosh, capturent cinq des sept chevaux convoités (les deux autres ayant été tués par le vieux guide) ; le tout au prix, il est vrai, de trois hommes, tués par Macintosh. Mais c'est seulement l'intervention de Ke-Ni-Tay qui en tuant un quatrième guerrier et en dispersant les chevaux mettra en déroute les deux survivants et poussera Ulzana à accepter la mort de la main de son beau-frère. Toujours est-il qu'Ulzana et deux guerriers apaches sur cinq, auront, avant l'intervention de Ke-Ni-Tay, survécu indemnes au combat frontal contre sept blancs, tous morts ou agonisants.

## Fiche technique
- Titre : Fureur apache
- Titre original : Ulzana’s Raid
- Réalisation : Robert Aldrich
- Scénario : Alan Sharp
- Directeur de la photographie : Joseph F. Biroc
- Musique : Frank De Vol
- Photographie : Joseph F. Biroc
- Montage : Michael Luciano
- Budget : 1 200 000 $ (estimation)
- Producteurs : Harold Hecht, Carter De Haven Jr. et Burt Lancaster
- Société de production : Universal Pictures
- Société de distribution : Music Corporation of America/Universal Pictures
- Pays d'origine :  États-Unis
- Langue : anglais
- Format : Technicolor - 1.85 : 1 - Mono (Westrex Recording System)
- Classification : États-Unis : R (violence, torture évoquée)
- Genre : western
- Durée : 105 min.
- Sortie : 
  - États-Unis : 18 octobre 1972
  - France : 2 août 1973[2]
- Affiche : Enzo Nistri (Italie)

## Distribution
- Joaquín Martínez : le chef apache Ulzana
- Bruce Davison (VF : François Leccia) : le lieutenant DeBuin
- Richard Jaeckel (VF : Jacques Thébault) : le sergent Burns
- John Pearce (VF : Serge Sauvion) : le caporal
- Burt Lancaster (VF : René Arrieu) : McIntosh, l'éclaireur vétéran
- Jorge Luke (VF : Med Hondo) : Ke-Ni-Tay, l'éclaireur apache
- Douglass Watson (VF : Jean Michaud) : le major Cartwright, l'officier commandant le fort du peloton
- Lloyd Bochner (VF : Michel Gatineau) : le capitaine Gates
- Aimée Eccles : la femme indienne de McIntosh
- Otto Reichow (VF : Louis Arbessier) : Steegmeyer, « le Hollandais », fournisseur de la réserve indienne
- Richard Bull (VF : René Bériard) : Ginsford, un colon
- Karl Swenson (VF : Henry Djanik) : Rukeyser, un colon
- Gladys Holland : Mme Rukeyser, sa femme
- Dran Hamilton (VF : Perrette Pradier) : Mme Riordan
- Margaret Fairchild : Mme Ginsford
- Dean Smith (VF : Roger Rudel) : Horowitz
- Larry Randles : Mulkearn
- Hal Baylor : Curtis
- George Aguilar : un Indien

## À noter
- Un épisode de la vie d'Al Sieber (1843-1907) est à l'origine du roman de  W. R. Burnett (1899-1982), Terreur apache (Adobe Walls, 1953), librement adapté par Charles Marquis Warren (1912-1990) sous le titre de Le Sorcier du Rio Grande (1953) et par Robert Aldrich (1918-1983) sous le titre de Fureur apache (1972).